# Francisca Conejero Tomàs
Francisca Conejero Tomàs, conocida como Cisca, (Villena, 1903 – Hospitalet de Llobregat, 1998) fue una militante anarquista y sindicalista de la Confederación Nacional del Trabajo (CNT), fue represaliada durante la dictadura de Francisco Franco y encarcelada durante un año.

## Trayectoria
Llegó desde Alicante al barrio de Sants de Barcelona a los cinco años. A los nueve años marchó a vivir a Hospitalet de Llobregat, donde empezó a trabajar como ayudante, en la fábrica textil Can Trinxet, luego en la España Industrial y el 1 de noviembre de 1918, con quince años, como hiladora, en la fábrica Hijos de Francisco Sans. Se afilió al movimiento anarquista y a la CNT. En tiempos de la Segunda República española fue miembro del grupo artístico Verdad de la Federación Anarquista Ibérica (FAI), en el barrio de La Torrassa. Pertencer al movimiento anarquista le permitió aprender a leer y escribir, en un país con altas tasas de analfabetismo.
Se unió a Domingo "Mingo" Canela, un trabajador del sector de tejas y azulejos, y secretario general de las Juventudes Libertarias, militante anarcosindicalista y fundador del Ateneo Racionalista de La Torrassa. Se asentaron de por vida, en la calle Buenos Aires de Hospitalet de Llobregat, a excepción de los períodos de encarcelamientos y deportaciones de Mingo, como la de 1932 en Guinea, cuando Cisca se quedó sola con su hija, Libertad, de un año de edad y hubo revueltas anarquistas que tenían focos importantes en Hospitalet, durante los años 1932 y 1933.
Durante la Guerra civil española fue delegada sindical y una vez, terminada la guerra, al regresar a su puesto de trabajo en la fábrica, fue detenida y encarcelada en la Prisión de Les Corts durante un año por ello. Nunca hubo una acusación formal.
Cuando salió en libertad condicional regresó a nuevamente a su trabajo en la fábrica Hijos de Francisco Sans, hasta el 2 de mayo de 1953, cuando causó baja voluntaria. En la década de 1950, trabajó en la clandestinidad, junto a Mingo y su hija Libertad, ayudando a los compañeros perseguidos.
Era hermana de los militantes anarquistas Florencio y Pedro Conejero.